# السينما الفنية الأوروبية
السينما الفنية الأوروبية هي فرع من السينما التي كانت لها شعبية في ستينيات القرن الماضي. تقوم على رفض مبادئ وتقنيات السينما الكلاسيكية في هوليوود.

## تاريخ
قد اكتسبت السينما الفنية الأوروبية شعبية في الستينيات، مع صانعي أفلام بارزين مثل فيديريكو فليني وميكلانجيلو أنطونيوني وإنغمار بيرغمان. في هذا الوقت كان جديدا على مجال أوسع من سينما الفن.

## الاختلافات عن الكلاسيكيه
لا يتم التخلي بالضرورة عن نظام تحرير الاستمرارية، بل إنه ليس هناك حاجة إليه. ليس هناك حاجة أيضا إلى السبب والنتيجة مدفوعة السرد، فضلا عن بطل الرواية الموجه نحو الهدف. بدلا من ذلك، قد يكون لدينا بطل روايه يهيم على وجهه بلا هدف للفيلم كله، مع أي شيء من الأهمية الحقيقية يحدث لدفعه من نشاط واحد إلى الآخر.
السينما الكلاسيكية في هوليوود لها انتقالية سردية، حيث هناك «سلسلة من الأحداث التي تتبع كل وحدة من قبلها وفقا لسلسلة من السببية، وهذه السلسلة عادة ما تكون نفسية». ويرتبط شعار «حكاية على الصراف» من سينما هوليوود الكلاسيكية ارتباطا وثيقا باستمارة التحرير التي تأخذها السينما الكلاسيكية في هوليوود، والقواعد التي تفرضها. على سبيل المثال، يتم اتباع قاعدة 180 درجة لأن عبور خط 180 درجة سيسبب اضطرابا أو تأثير متعرج على المشاهد، مما يلفت الانتباه بعيدا عن القصة وإلى الصراف. يتم تجنب تخفيضات القفز، لأنها يمكن أن تسبب الحذف من النوع المكاني أو الزماني. إنها مهمة السينما الكلاسيكية هوليوود للحصول على الجمهور فقدت استيعابها في قصة الفيلم، حتى أن الفيلم هو متعة. وعلى النقيض من ذلك، يجب أن تكون مهمة السينما الفنية الأوروبية غامضة، مستخدمة مؤامرة مفتوحة (وأحيانا متداخلة أحيانا)، مما يدفع الجمهور إلى طرح الأسئلة بأنفسهم مع إدخال عنصر من الموضوعية.
طريقة أخرى تختلف من حيث «الواقعية» هي أن السينما الكلاسيكية في هوليوود لها شخصيات كاملة في كل وقت، حتى عندما يخرج فقط من السرير. في حين أن السينما الفنية الأوروبية تسعى إلى تمثيل «الحقيقة» وربما لا يكون لها شخصيات في زي أو المكياج.

## الأفلام البارزة
- The Seventh Seal (Ingmar Bergman, 1956)
- Wild Strawberries (Ingmar Bergman, 1957)
- Persona (Ingmar Bergman, 1966)
- Diary of a Country Priest (Robert Bresson, 1951)
- A Man Escaped (Robert Bresson, 1956)
- Pickpocket (Robert Bresson, 1959)
- Au Hasard Balthazar (Robert Bresson, 1966)
- Mouchette (Robert Bresson, 1968)
- Ordet (Carl Theodor Dreyer, 1955)
- Gertrud (Carl Theodor Dreyer, 1964)
- 8 1/2 (Federico Fellini, 1963)
- La Dolce Vita (Federico Fellini, 1960)
- L'avventura (Michelangelo Antonioni, 1960)
- La notte (Michelangelo Antonioni, 1961)
- L'eclisse (Michelangelo Antonioni, 1962)
- The Leopard (Luchino Visconti, 1960)
- The Gospel According to St. Matthew (Pier Paolo Pasolini, 1963)
- The Battle of Algiers (Gillo Pontecorvo, 1966)
- Breathless (Jean-Luc Godard, 1960)
- My Life to Live (Jean-Luc Godard, 1961)
- Contempt (Jean-Luc Godard, 1963)
- Pierrot le Fou (Jean-Luc Godard, 1966)
- Two or Three Things I Know About Her (Jean-Luc Godard, 1967)
- WeekEnd (Jean-Luc Godard, 1967)
- The 400 Blows (François Truffaut, 1959)
- Last Year in Marienbad (Alain Resnais, 1960)
- La Jetée (Chris Marker, 1962)
- Cleo from 5 to 7 (Agnes Varda, 1963)
- Ivan's Childhood (Andrej Tarkovskij, 1963)
- Andrej Rublëv (Andrej Tarkovskij, 1966)
- The Plea (Tengiz Abuladze, 1967)
- Shadows of Forgotten Ancestors (Sergei Parajanov, 1965)
- The Color of Pomegranates (Sergei Parajanov, 1968)
- Alaverdoba (Giorgi Shengelaia, 1962)
- Pirosmani (Giorgi Shengelaia, 1969)
- Great Green Valley (Merab Kokochashvili, 1967)

## اقرأ أيضاً
- أفيش
- تمثيل
- إخراج
- تأليف وكتابة السيناريو والحوار
- مسرح
- فن
- نقد سنمائي
- إنتاج تلفزيوني
- وسائل الإعلام
- جائزة الأوسكار
- سينما نظيفة
- الفنون السبعة

## ادب
- Dobi, Stephen J., Cinema 16: America's Largest Film Society. Unpublished Doctoral Dissertation, New York University, 1984